# San Pedro Zacapa
San Pedro Zacapa est une municipalité du Honduras, située dans le département de Santa Bárbara. Elle comprend 10 villages et 60 hameaux.

## Source de la traduction
- (en) Cet article est partiellement ou en totalité issu de l’article de Wikipédia en anglais intitulé « San Pedro Zacapa » (voir la liste des auteurs).